# Pachymenes saussurei
Pachymenes saussurei är en stekelart som först beskrevs av Kirsch.  Pachymenes saussurei ingår i släktet Pachymenes och familjen Eumenidae. Inga underarter finns listade i Catalogue of Life.